# Victor Cosse
Jean-Baptiste Guillaume Victor Cosse, dit Victor Cosse (ou Cossé), né le 9 mai 1839 à Paris et mort à une date inconnue, est un journaliste et écrivain sous le Second Empire puis membre de la Commune de Paris à la suite de laquelle il est déporté bagne de Nouvelle-Calédonie. 

## Biographie

### Le Second Empire et la Commune de Paris
Né en 1839, Victor Cosse devient journaliste républicain sous le Second Empire et fonde différents journaux éphémères comme Les Gueux (février 1870). Participant aux réunions publiques, il est membre avec Jean Albiot et Charles Longuet du comité chargé d'appuyer la candidature de Henri Rochefort aux élections de 1869. En juin de la même année, il est arrêté par la police place de la Sorbonne (Paris) lors d'une manifestation et est écroué à la prison Mazas. Après la proclamation de la République le 4 septembre 1870, il rejoint la Commune de Paris et rentre dans le 19e bataillon de la 1re compagnie comme capitaine adjudant-major. Après la Semaine sanglante, il passe devant le 13e conseil de guerre et est condamné le 10 janvier 1872 à la déportation simple au bagne de Nouvelle-Calédonie. 

### Au bagne de Nouvelle-Calédonie

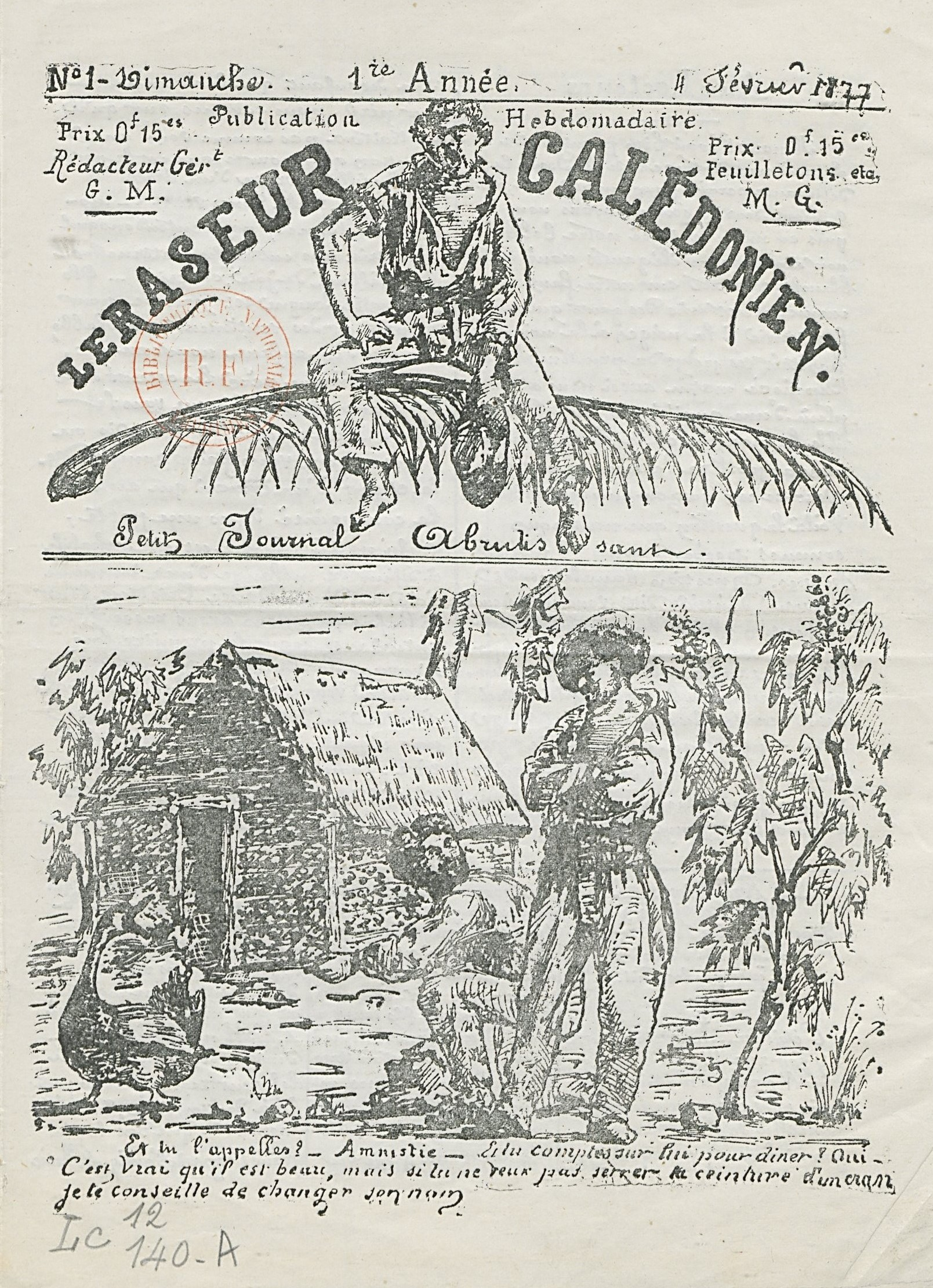
Le Raseur Calédonien (1er numéro 4 février 1877).

Après être arrivé par le bateau l'Orne en Nouvelle-Calédonie, il purge sa peine puis devient journaliste très actif avec ses amis Eugène Mourot et Théophile Bergès avec qui il élabore Le Raseur calédonien, premier journal lithographique de la déportation. Il collabore et participe à la création de petits journaux comme Les Veillées calédoniennes, le Parisien hebdomadaire, le Parisien illustré et L'Album de l'île des Pins.